# Journal meiner Reise im Jahr 1769
Das 1846 erschienene Journal meiner Reise im Jahr 1769 ist ein von Johann Gottfried Herder verfasster Bericht einer Reise des Autors von Riga über Kopenhagen und Helsingör nach Nantes.
Gemeinhin gilt das Werk in der Herder-Forschung als das „bedeutsamste Dokument zum Verständnis eines der wichtigsten Wendepunkte in seiner Entwicklung als Mensch, als Autor und als Denker“. Ebenso wurde der Text als beispielhafte Darstellung der „Urszene des Sturm und Drang“ hervorgehoben.